# 74 a.C.

## Eventos
- Lúcio Licínio Lúculo e Marco Aurélio Cota, cônsules romanos.
- Sétimo ano da Guerra de Sertório contra Metelo Pio e Pompeu na península Ibérica.
  - Pompeu funda a cidade de Pompelo (atual Pamplona).
- Morre o rei Nicomedes IV da Bitínia, que deixa o Reino da Bitínia como herança aos romanos. O novo território é incorporado na nova província propretorial da Bitínia.
- Aproveitando-se da revolta de Sertório, Mitrídates VI do Ponto invade a Bitínia e dá início à Terceira Guerra Mitridática. Os dois cônsules seguem para o oriente.
  - Mitrídates inicia o Cerco de Cízico.
  - Cota é derrotado na Batalha de Calcedônia.
  - Lúculo vence Mitrídates VI na Batalha do Ríndaco.

## Nascimentos
- Caio Mecenas, amantes das artes cujo patrocínio ficará conhecido pelos renascentistas como "mecenato".